# Komušina Donja
Komušina Donja (cyr. Комушина Доња) – wieś w Bośni i Hercegowinie, w Republice Serbskiej, w gminie Teslić. W 2013 roku liczyła 93 mieszkańców.